# استان کارچی
استان کارچی (به اسپانیایی: Carchi Province) یک منطقهٔ مسکونی در اکوادور است که در اکوادور واقع شده‌است.

## خصوصیات
استان کارچی ۳٬۷۵۰ کیلومترمربع مساحت و ۱۶۵٬۶۵۹ نفر جمعیت دارد.